# Spence Shale
Die Spence Shale-Lagerstätte ist eine bedeutende Fossillagerstätte des mittleren Kambriums (Miaolingium, Wuliium) im Nordosten Utahs und Südosten Idahos (USA).
Sie zählt zu den Burgess-Schiefer-ähnlichen Lagerstätten (Konservat-Lagerstätten) und ist mit einem Alter von ca. 507–506 Millionen Jahren älter als die bekannten Wheeler und Marjum-Formationen Utahs sowie des Burgess-Schiefers in Kanada. Die Spence Shale zeichnet sich durch ihre außergewöhnliche Erhaltung sowohl schwach skelettierter als auch weichkörpertragender Organismen aus und bietet einzigartige Einblicke in die marine Biodiversität während der kambrischen Radiation.

## Geographische Lage
Die Spence Shale ist Teil der Langston-Formation und erstreckt sich über mehrere Gebirgszüge im Grenzgebiet von Utah und Idaho. Wichtige Fundorte liegen in den Wellsville Mountains (Utah) und der Bear River Range (Idaho), darunter:
- Miners Hollow (häufigsten Funde von Weichkörperfossilien)[4]
- Antimony Canyon[4]
- Cataract Canyon[4]
- Spence Gulch[4] (Typlokalität vom Spence Shale)[5].
- Oneida Narrows[5].
- High Creek[4]
- Blacksmith Fork (Typlokalität der Langston-Formation)[5].

## Geologie

### Geologischer Rahmen
Die Spence Shale bildet das mittlere Glied der Langston-Formation (auch "Twin Knobs Formation" oder "Lead Bell Shale") und lagert diskordant auf dem unterkambrischen Geertsen Canyon Quartzite der Brigham Gruppe. Sie wird vom High Creek Limestone überlagert. Abgelagert wurde sie auf einem passiven Kontinentalrand im tropischen Paläo-Laurentia.

### Entstehungsgeschichte
Die Spence Shale entstand in einem Schelfmeer mit Übergängen von flachmarinen Karbonaten (proximal) zu tieferen, tonig-siliziklastischen Sedimenten (distal). Charakteristisch sind:
- Karbonat-reiche Schiefer bis silikiklastische Tonsteine mit Millimeter- bis Zentimeter-Laminierung.[7]
- Bioturbation (durchgängig vorhandene Spurenfossilien).
- Sturmereignisse, erkennbar an scharfkantigen Erosionsbasen und Lag-Ablagerungen mit Bioklasten (z. B. Trilobiten- und Echinodermenreste).[7]
- Bis zu 8 Para-Sequenzen (Karbonatzyklen), die Meeresspiegelschwankungen widerspiegeln.
- Die Wellsville Mountains repräsentieren proximale, sauerstoffreichere Ablagerungsbedingungen, während die Lokalitäten in Idaho distalere, tiefermarine Settings anzeigen.[8]

### Datierung
Die Spence Shale wird in die Albertella- bis Glossopleura-Trilobiten-Biozonen des frühen Wuliuums (Miaolingium, mittleres Kambrium) gestellt. Radiometrische Daten belegen ein Alter von ca. 507,5–506 Millionen Jahren.

## Taphonomie

### Erhaltungszustand
Die Weichteilerhaltung folgt dem "Burgess-Schiefer-Typ": Organismen sind als 2D-mineralisierte Filme (meist Eisenoxide, Phosphate oder Tonminerale) konserviert. Schlüsselfaktoren:
- Rasche Bedeckung durch Sedimente nach Sturmereignissen.[7]
- Dynamische Redoxbedingungen: Sauerstoffarme Mikromilieus unter oxischen Gesamtbedingungen.[11] Dieser Sachverhalt wirft Fragen auf, da Sauerstoffmangel allein, keine Weichteilerhaltung erklären kann.
- Vielfältige Diagenese-Pfade: Am häufigsten durch Pyritisierung aber auch Kerogenisierung, Aluminosilifizierung und Phosphatisierung spielen eine Rolle.

Die Erhaltungsqualität variiert stark zwischen Lokalitäten: Die Wellsville Mountains (v. a. Miners Hollow) zeigen die beste Weichteilerhaltung, während in distalen Bereichen (Idaho) skelettierte Taxa dominieren.
Bis heute sind die verschiedenen taphonomischen Wege der Weichkörpererhaltung noch nicht vollständig ergründet und müssen in Zukunft weiter erforscht werden.

## Funde

### Flora
- Algen: Marpolia spissa (einzige beschriebene Alge, unsichere systematische Stellung).
- Cyanobakterien?: Morania fragmenta (möglicherweise Kotpellets).[13]

### Fauna

#### Wirbellose
Die Spence Shale beherbergt mehr als 87 Arten aus 10 Stämmen, davon zwei Drittel skelettiert. Dominante Gruppen:
- Arthropoden: 57 Arten in 40 Gattungen, darunter:
  - Trilobiten und Agnostoide (41 Arten, z. B. Amecephalus, Athabaskia, Ogygopsis; häufigste Fossilien).[15]
  - Weichkörper-Arthropoden: 14 Arten, u. a. Radiodonten (z. B.: Anomalocaris, Hurdia), Bivalve Arthropoden (Tuzoia) (größte zweischalige Arthropode aus dem Spence Shale)[16]
- Lobopoden: Acinocricus stichus (erkennbar an markanten Stacheln und relativ häufig).[17]
- Scalidophora: Priapuliden (Ottoia, Selkirkia), Palaeoscoleciden (Wronascolex).
- Hyolithen und Brachiopoden: Haplophrentis (mit Weichteilerhaltung des Lophophors), Micromitra (mit Chaetae).
- Echinodermen: mindestens 6 Arten, v. a. Ctenocystiden (Ctenocystis utahensis) und Eocrinoide (Gogia).
- Schwämme: Selten (Vauxia, Protospongia hicksi).
- Mollusken: Sehr selten (Latouchella arguata, Scenella radians, Wiwaxia herka).
- Hemichordaten: Margaretia dorus (Enteropneusten-Röhre), Sphenoecium wheelerensis (Pterobranchiat).
- Problematica: Eldonia ludwigi, Banffia episoma, Siphusauctum lloydguntheri (gestielte Filtrierer).

#### Wirbeltiere
Von Fischen, Amphibien, Reptilien, Vögeln sowie Säugetieren sind keine Funde bekannt. Die Spence Shale ist kambrisch. Reptilien, Vögel und Säugetiere entstanden erst später im Paläozoikum/Mesozoikum.

### Spurenfossilien (Ichnofossilien)
- 35 Ichnospezies in den Wellsville Mountains.[18]
- Häufig: Planolites (Wühlgänge), Diplichnites (Gehspuren), Rusophycus (Ruhespuren), Treptichnus (Fressbauten) und Koprolithen.

## Forschungsgeschichte

### Wissenschaftliche Ausgrabungen
- 1908: Erstbeschreibung durch Charles D. Walcott (Spence Gulch, Idaho).
- 1930er–1950er: Systematische Arbeiten von Deiss, Resser und Maxey.
- Ab 1965: Intensive Sammlung durch Privatsammler (v. a. Familie Gunther, Phil Reese, Paul Jamison), die >75 % der Museumsfunde beisteuerten.[19]
- Seit 1980: Fokus auf Weichkörperbiota durch Dick Robison, Simon Conway Morris und Teams.

### Publikationen
Wichtige Studien:
- Robison (1969, 1991): Erstbeschreibungen weichkörpertragender Taxa.
- Liddell et al. (1997): Sequenzstratigraphie und Paläoökologie.
- Robison et al. (2015): Monographie "Exceptional Cambrian Fossils from Utah".
- Kimmig et al. (2017, 2018): Neue Taxa (Siphusauctum) und taphonomische Analysen.